# فرانك مارشال (لاعب كرة قدم بريطاني)
فرانك مارشال (بالإنجليزية: Frank Marshall)‏ (26 يناير 1929 بشفيلد في المملكة المتحدة - 1 أغسطس 2015) هو مدرب كرة قدم ولاعب كرة قدم بريطاني في مركز نصف الجناح. لعب مع سكونثورب يونايتد ونادي دونكاستر روفرز ونادي روذرهام يونايتد ونادي سكاربورو.